# Aclamação de Amador Bueno
A aclamação de Amador Bueno ou Revolta de Amador Bueno foi, supostamente, uma revolta nativista arquitetada por colonos espanhóis ocorrida em São Paulo dos Campos de Piratininga, no ano de 1641, logo após a Aclamação real de João IV. É tida como o primeiro movimento nativista ou o primeiro gesto de autonomia do Brasil Colônia e, não por acaso, ocorreu em São Paulo, então de limitado contato com Portugal e ampla miscigenação entre portugueses, indígenas e estrangeiros.

## Antecedentes

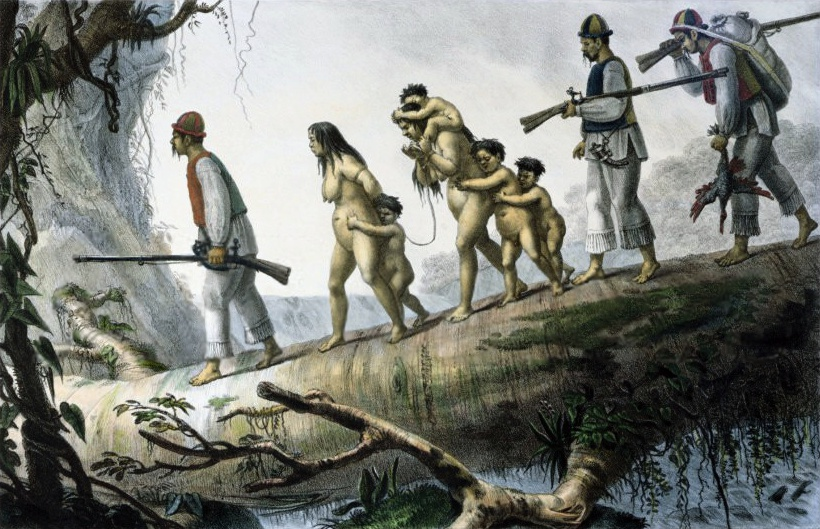
A escravidão indígena, que cresceu durante a União Ibérica, estava ameaçada em 1640.

Durante a União Ibérica, os moradores da Capitania de São Vicente, principalmente de São Paulo dos Campos de Piratininga, puderam ampliar para dentro da América Espanhola (de acordo com o Tratado de Tordesilhas) o território de livre atuação das entradas de apresamento, que inclusive atacavam missões jesuíticas. Nesse período também floresceu o comércio e o contrabando com a região do Rio da Prata.
Em dezembro de 1640, com a coroação de D. João, Duque de Bragança, que marcou a Restauração da Independência portuguesa, os colonos temiam que Portugal destruísse essa fonte de riqueza, impedindo o trânsito livre de mercadorias e proibindo o aprisionamento e a venda de índios capturados em incursões no sertão, uma vez que, era Portugal que obtinha lucros com a exploração do tráfico humano africano. A aclamação do duque de Bragança como novo rei de Portugal e sua nova política representava um potencial duro golpe para os comerciantes da colônia e castelhanos estabelecidos há muito em São Paulo, cuja economia assentava então na mão de obra escrava indígena.

## A revolta

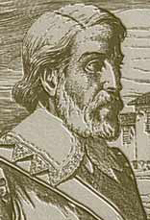
Amador Bueno.

Querendo manter a autonomia da cidade, algumas elites locais auto-proposeram-se a escolher um rei local, convencendo demais potenciais revoltantes de que poder-se-iam recusar a reconhecer o novo rei português, já que ainda não lhe haviam jurado obediência, e que os da colônia ali sediados tinham qualidades pessoais que os habilitavam para maiores impérios, que a vantajosa localização da cidade e o controle que tinham sobre milhares de indígenas os manteriam a salvo.

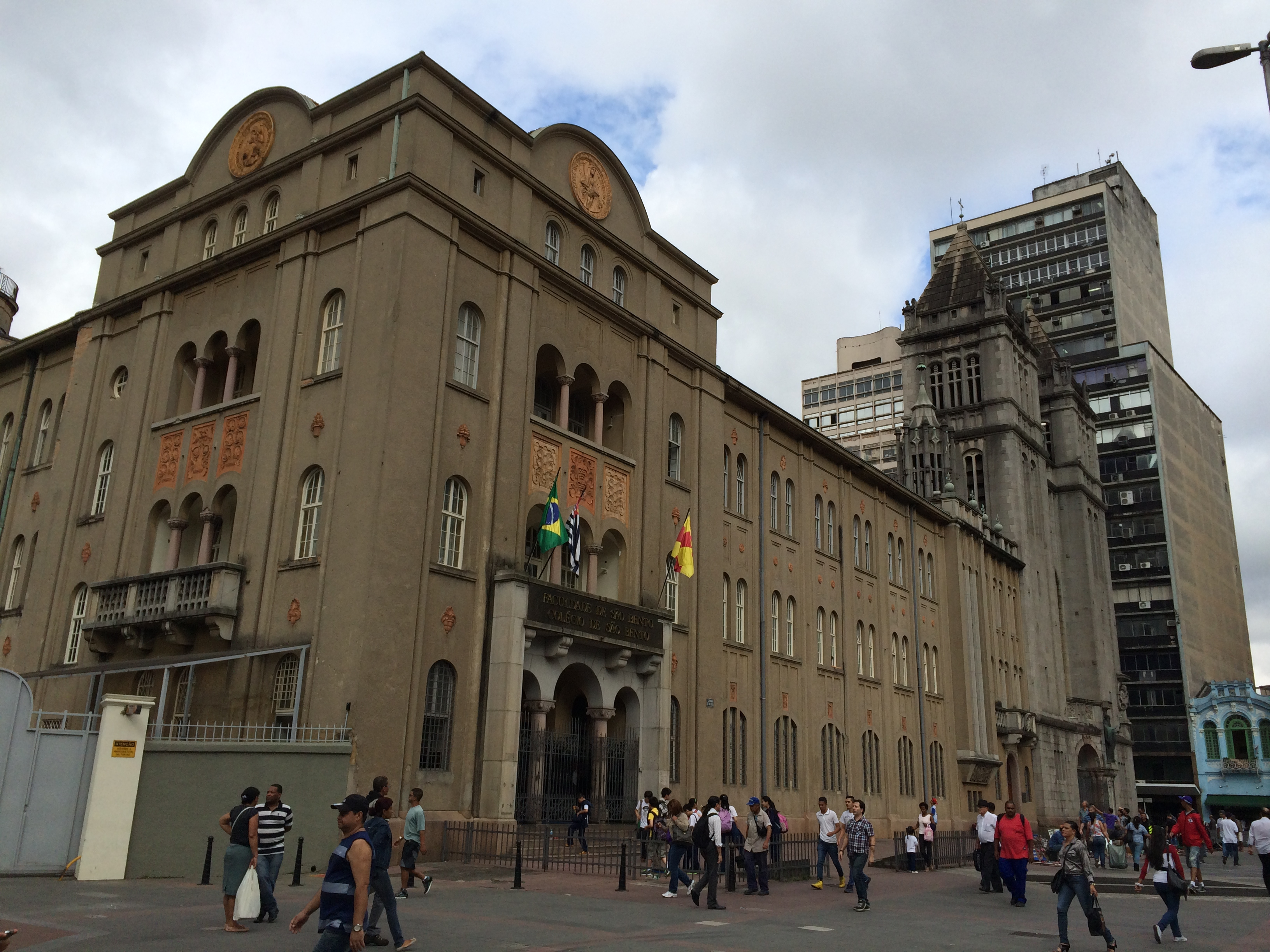
Mosteiro de São Bento, onde Amador Bueno se refugiou após rejeitar a proposta de aclamação.

Escolheram para rei Amador Bueno da Ribeira (que provavelmente viveu entre 1584 e 1649), filho de pai espanhol sevilhano e Maria, uma brasileira de pai portuense e mãe tupi-portuguesa. Amador era um próspero local, proprietário de terras, Capitão-mor e Ouvidor.
Amador Bueno, com ligações pessoais tanto à fidalguia espanhola como portuguesa, segundo Gaspar da Madre de Deus terá contraposto à sua aclamação dizendo "viva o Senhor D. João IV, nosso Rei e Senhor", sendo o certo é que terá rejeitado a proposta, temente das suas consequências. [carece de fontes?] Porém, depois de intensas negociações os castelhanos e apoiadores da proposta tiveram garantias de que seus negócios não seriam afetados por Portugal, e assim declararam e prestaram juramento ao rei D. João IV.

## Desfecho
O gesto acabou não tendo consequências sérias, pois São Paulo era uma região marginalizada economicamente e os castelhanos não tinham condições de iniciar uma luta contra Portugal sem apoio de Madrid. O episódio histórico serviu, entretanto, para demonstrar o descontentamento de certos grupos paulistas com a dominação portuguesa.